# Lu Chuan
Lu Chuan (Xinjiang, 8 de febrer de 1971) és un director de cinema xinés.
Va néixer en el si d'una família d'intel·lectuals. El seu pare, Lu Tianming, és un novel·lista reconegut. Tot i esdevenir un director controvertit, per la seva gosadia en la revisió comercial de temes històrics i socials, se'l considera un dels directors amb més talent entre les noves generacions de cineastes xinesos.

## Els inicis
Després d'un període a la Universitat de Relacions Internacionals de l'Exèrcit d'Alliberament Popular de Nanjing, Lu Chuan va continuar els estudis a l'Acadèmia de Cinema de Pequín, on el 1988 es va graduar amb una tesi sobre Francis Ford Coppola. Més tard, va començar a treballar com a coguionista a la sèrie de televisió Black Hole.
El 2002 va debutar com a director amb una comèdia negra sobre un policia de poble que busca desesperadament la seva arma desapareguda, The Missing Gun. La pel·lícula va ser presentada a Cannes, Venècia i Sundance i va guanyar el Premi al Millor Guió al Taipei Golden Horse Film Festival i el Premi al Millor Treball al College Student Film Festival of China.

## El favor de la crítica
A partir de la seva segona pel·lícula, Kekexili (2004), Lu Chuan va reeixir seduir la crítica mundial. Així va esdevenir un dels directors més populars a la Xina. El seu tercer treball, City of Life and Death (2009), va atreure a més de tres milions d'espectadors i va guanyar 30 milions de dòlars als Estats Units, un rècord de públic i de recaptació. Les seves produccions van assolir gran valor comercial al mercat del cinema xinès i el director va guanyar nombrosos premis en festivals de cinema asiàtics i europeus. El 2006, Lu Chuan va ser elegit membre del jurat al Festival de Cinema de Sundance.

## Estil de direcció
Las pel·lícules de Lu Chan gairebé sempre combinen el component històric o social amb l'estil realista i individual. Chan explora a través dels seus films els sentiments i la condició humana: la pròpia identitat, l'autoestima, la traïció, l'heroisme, etc. Sovint, els seus personatges són els protagonistes d'aventures èpiques que es desenvolupen en els límits de la civilització. Acció i aventura que evoquen el gènere dramàtic. Tot això, construït sobre formes molt belles amb una fotografia molt cuidada i, a vegades, majestuosos paisatges que acaben convertint-se en les estrelles dels films.
Lu Chuan té una debilitat per directors com Ingmar Bergman i Jim Jarmusch, però sobretot una profunda passió per Pier Paolo Pasolini i tota la seva obra.

## Nascut a la Xina
Amb Born in China (2016) el director s'estrenà en el gènere de documentals sobre la natura. En una entrevista publicada al diari Los Angeles Times, Lu Chuan explicava que la principal motivació que va tenir en acceptar aquest repte va ser que «li encantaven els documentals sobre animals salvatges quan era jove». Disney en va ser el productor. Va ser la primera vegada que Lu Chuan rodava directament en anglès i amb un equip estranger. Lu Chuan defensa que aquesta producció és molt diferent del que s'entén per un documental tradicional. Segons el director es tracta d'una pel·lícula narrativa: amb una història, uns personatges i un drama.

## Filmografia

### Director i guionista
- Born in China (directed by)
- Jiu ceng yao ta (2015)
- Wang de Shengyan (2012)
- City of Life and Death (2009)[6]
- Kekexili (Mountain Patrol) (2004)[6]
- The Missing Gun (2002)

### Productor
- Tuo Gui Shi Dai (2014)
- Wang de Shengyan (2012)
- Zui hou de qiang wang (2012)

## Premis
Lu Chuan ha rebut una gran quantitat de premis per la seva filmografia: només les seves primeres 3 pel·lícules han reunit 38 premis internacionals. A més, ha estat nominat en múltiples ocasions.
- Tokyo International Film Festival (2004)
- Premis de Cinema Golden Horse (2004)
- Beijing Student Film Festival (2005)
- Berlin International Film Festival (2005)
- Huabiao Film Awards (2005)
- Kerala Film Critics Association Awards (2005)
- Kerala International Film Festival (2005)
- Pacific Meridian International Film Festival of Asia Pacific Countries (2005)
- Pesaro International Film Festival of New Cinema (2005)
- Shanghai Film Critics Awards (2005)
- Asia Pacific Screen Awards (2009)
- Oslo Films from the South Festival (2009)
- San Sebastián International Film Festival (2009)
- Asian Film Awards (2010)
- Udine Far East Film Festival (2010)
- Los Angeles Film Critics Association Awards (2011)